# John Tobias
John Tobias (Chicago, Illinois; 24 de agosto de 1969) es un artista de cómic, diseñador gráfico, diseñador de videojuegos y escritor estadounidense. Tobias es conocido por ser uno de los creadores de Mortal Kombat junto a Ed Boon, a quien le presentó el concepto del juego.

## Biografía

### Mortal Kombat
John Tobias fue contratado por Midway para desempeñar tareas de artista y dibujante. Fue en la primavera de 1992 cuando conoció a Ed Boon y comenzaron a trabajar en Mortal Kombat. John se encargó de escribir la historia de los juegos, los diseños de algunos de los personajes y de idear algunos golpes especiales. El juego apareció en las recreativas (arcades) en octubre de ese mismo año. Al año siguiente salieron sus versiones de consola. MK II apareció en octubre de 1993, y su versión consola en septiembre de 1994. Después salió MK3 en marzo de 1995, y seis meses después una versión actualizada del juego llamada Ultimate MK3, en la misma fecha del lanzamiento de MK3 para consolas. Poco tiempo después saldría UMK3 para consolas. A principios de 1997 apareció MK4 en recreativa, el cual dejó de utilizar gráficos digitalizados, y su versión consola a finales de año. En 1999 salió para Dreamcast una versión actualizada del MK4 con más personajes y escenarios, llamada Mortal Kombat Gold.
El 30 de julio de 1999, Tobias dijo adiós a Midway. Presentó su dimisión junto a otros miembros del equipo, tales como David Michicich, Mark Penacho y Joshua Tsui, dejando MK: Special Forces a la mitad de su desarrollo.
A partir de ahí, formó su propia compañía llamada Studio Gigante, que hacía juegos exclusivamente para la consola XBox. Tao Feng: Fist of the Lotus (2003) y WWE WrestleMania 21 (2005) fueron los dos únicos juegos que hicieron antes de que Studio Gigante cerrara sus puertas para siempre en 2005.
Sin embargo, Tobias volvió en la creación de Mortal Kombat vs DC Universe, diciendo que estaba feliz y que tenía muchas ideas para el juego. Sin embargo solo trabajó en el cómic.
A pesar de ser uno de los creadores originales de la serie Mortal Kombat, Tobías nunca ha sido mencionado en ningún tipo de comentario o descripción de cómo comenzó Mortal Kombat, tales como las que se encuentran en Deadly Alliance y Deception. Sin embargo, se le puede ver en los comentarios de Mortal Kombat II y Mortal Kombat 3 incluidos en juego Midway Arcade Treasures 2. La eliminación de la cabeza de la arena del Pit Bottom en Mortal Kombat Trilogy y posterior eliminación de las referencias sobre Tobias a partir de ese momento podría indicar las circunstancias aparentemente amargas que rodearon su salida del equipo o de una cobertura legal de la obligación de John de Midway. Los detalles sobre su salida no fueron revelados, aunque parece que la división fue por temas creativos con la jefatura de Midway.
Actualmente es director creativo de la empresa de videojuegos sociales de Zynga.

## Videojuegos
- Mortal Kombat
- Mortal Kombat II
- Mortal Kombat 3
- Ultimate Mortal Kombat 3
- Mortal Kombat Trilogy
- Mortal Kombat 4
- Mortal Kombat Mythologies: Sub-Zero
- Mortal Kombat Gold
- Tao Feng: Fist of the Lotus
- WWE WrestleMania 21
- MK vs DC Universe (Cómic)